# Afbrandstuiklassen
Afbrandstuiklassen of vonkstuiklassen (Engels: flash butt welding; in België: boogvlamstuiklassen) is een elektrisch lasprocedé voor stuiklassen. Het behoort tot de categorie van het weerstandlassen.

## Kenmerken
Bij deze techniek worden de oppervlakken van het te lassen materiaal zelf zodanig verhit door er een zeer grote wisselstroom (meer dan 1000 ampère) doorheen te laten lopen, zodat ze deegachtig worden. Er wordt geen ander materiaal toegevoegd. De gehele las wordt in een korte tijd gemaakt: hooguit enkele secondes.

## Proces
De te lassen delen worden direct na het inschakelen van de stroom kort iets van elkaar getrokken, waardoor er een elektrische boog wordt getrokken. Die veroorzaakt de hitte die nodig is om de oppervlakken van de te lassen delen van verontreinigingen (roest) te ontdoen en in deegachtige toestand te brengen. Zodra dat is gebeurd, worden ze met grote kracht op elkaar gedrukt waarbij de lasverbinding ontstaat. Door dit aandrukken ontstaat een uitstulping aan de buitenzijden van de las die eventueel kan worden afgeschaafd (in geval van productielijnen in staalfabrieken).
Bij afbrandstuiklassen wordt vaak aardgas tussen beide oppervlakken geblazen dat tijdens het lassen ontbrandt en zo alle zuurstof verbruikt. Bijkomend voordeel hierbij is dat het procesvenster wordt vergroot; dat wil zeggen dat er minder ver hoeft te worden gestuikt om toch een goede oxidevrije verbinding te krijgen. Zo kunnen hardere staalsoorten of dikkere plaat toch worden gelast.

## Toepassingen
Dit proces is speciaal ontwikkeld voor het stuiklassen van stukken rond of vierkant buis en voor metaalprofielen. Afbrandstuiklassen wordt toegepast in productielijnen in staalfabrieken om rollen staal aan elkaar te lassen als ze in bijvoorbeeld een beitserij worden gevoed. Ook wordt deze methode gebruikt voor het aan elkaar lassen van de uiteinden van een lintzaag en voor het kops aan elkaar lassen van spoorrails.

## Voor- en nadelen

### Voordelen
- Korte verwerkingstijd, minder dan een minuut voor het hele proces.
- Geschikt voor automatisering en massaproductie,
- Er zijn geen ingewikkelde vaardigheden nodig.
- Het is mogelijk ongelijke materialen aaneen te lassen.
- Weinig energieverbruik.
- Geen verbruik van toevoegmateriaal.

### Nadelen
- De lasmachine moet speciaal zijn afgesteld voor het te lassen werkstuk.
- Beide uiteinden van de werkstukken moeten dezelfde vorm hebben.
- Veel spatten.
- Door het stuiken gaat een deel van de lengte van het materiaal verloren. Hiermee dient bij het ontwerpen rekening te worden gehouden.